# La Chapelle-lès-Luxeuil
La Chapelle-lès-Luxeuil là một xã thuộc tỉnh Haute-Saône trong vùng Franche-Comté phía đông nước Pháp.